# Miguel Ortiz Llonis
Miguel Ortiz Llonis, (Madrid, 23 de març de 1963) és un actor i presentador de televisió espanyol.

## Biografia
Iniciat en el món del teatre, debuta en 1984 amb la pel·lícula Poppers de José María Castellví al costat d'Alfredo Mayo. En els anys següents intervé en Adiós pequeña (1986), d'Imanol Uribe; En penumbra (1987) de José Luis Lozano i A solas contigo (1990), d'Eduardo Campoy, amb Victoria Abril i Imanol Arias.
Per part seva, i sobre els escenaris, en 1986, interpreta Lázaro en el laberinto (1986), d'Antonio Buero Vallejo i La belleza del Diablo, amb Amparo Larrañaga
En 1991 fa el salt a televisió quan és seleccionat com co-presentador de El programa de Hermida, magazín conduït per Jesús Hermida per a Antena 3 i en el qual també van debutar davant les càmeres Carlos García Hirschfeld i Belinda Washington.
Inicia en aquest moment la seva trajectòria com a presentador de televisió que li porta a conduir successivament: el musical Quiéreme mucho (1992), a Antena 3, No te rías, que es peor (1993-1994), a TVE, Ta tocao (1994-1995), el concurs infantil Zona de juego (1995) i el musical Hola, ola (1996), amb María Adánez de nou a TVE.
Compagina la seva trajectòria en televisió amb aparicions en sèrie d'èxit com Lleno, por favor (1993), ¿Quién da la vez? (1995), El súper (1996), Ciudad sur (2001) o l'última temporada de Periodistas (2001-2002).
A més va intervenir en la pel·lícula de terror El espinazo del diablo (2002), de Guillermo del Toro i ha protagonitzat al costat de María Luisa Merlo i Yolanda Arestegui la sèrie Supervillanos (2005) primera sèrie de ficció espanyola per a mòbils, emesa després per La Sexta.
També ha dirigit els curtmetratges Mi jarrón chino (1996) i El Pez (1998) i ha conreat l'escultura, arribant fins i tot a exposar la seva obra.
Més tard, va actuar com Ovidio Salmerón, el comissari assassí i psicòpata de la Comissaria de Policia de Chamberí en la sèrie Amar en tiempos revueltos.
En maig de 2011, Miguel Ortiz va protagonitzar a Esteban Yáñez d'Oliveira en la sèrie Piratas de Telecinco.
L'any 2016, Miguel participa en cinc episodis de la novena temporada de La que se avecina.
En 2017 interpretarà a Max en la nova sèrie diària de Tirso Calero en TVE, Servir y proteger.